# Tấn Điệu công
Tấn Điệu công (chữ Hán: 晋悼公, cai trị: 572 TCN – 558 TCN), họ Cơ (姬), tên thật là Chu (周) hay Củ (糾), còn được gọi là Chu tử (周子) hoặc Tôn Chu (孫周), là vị quốc quân thứ 30 của nước Tấn - chư hầu nhà Chu trong lịch sử Trung Quốc.
Tấn Điệu công là cháu chắt của Tấn Tương công, về thế thứ ông xếp ngành trưởng trong tông thất. Năm 573 TCN sau khi Tấn Lệ công bị giết hại, Điệu công được quan Trung quân Nguyên soái là Loan Thư tôn lập làm vua. Trong thời gian trị vì, Điệu công được sự giúp đỡ của những người tài như Lữ Tương, Sĩ Phường, Ngụy Giáng, Triệu Vũ... bên trong ổn định chính sự, bên ngoài tỏ uy thế với chư hầu. Từ năm Điệu công thứ tư, ông theo đề nghị của Ngụy Giáng thi hành chính sách hòa hỏa với Nhung Địch, thân thiện cùng Tống, Ngô; nhờ đó tiếp tục phát triển cơ nghiệp bá chủ của Tấn quốc. Trong 8 năm Điệu công 9 lần hội chư hầu, củng cố ngôi bá của Tấn trước đối thủ là Sở. Tuy nhiên trong những năm cuối cùng, Điệu công sinh ra trễ biếng, lười nhác, thế bá chủ dần suy yếu. Sau thời Điệu công, thế lực công gia dần bị suy yếu trước sự trỗi dậy của Lục khanh mà kết quả là sự kiện Ba nhà chia Tấn 150 năm sau đó.

## Dòng đích mất ngôi
Tấn Điệu công là chắt của Tấn Tương công – quốc quân thứ 25 nước Tấn. Trước khi mất, Tấn Tương công cho người con út là Cơ Tiệp (em Tấn Linh công) gọi là Hoàn Thúc. Kể từ sau biến loạn Ly cơ, công gia Tấn quốc đặt ra quy định các công tử nếu không phải là người được chọn nối ngôi (thế tử) thì đều phải gửi sang nước khác làm quan, không được ở lại trong nước. Vì anh cả của Hoàn Thúc là Di Cao đã được lập (Tấn Linh công) nên Hoàn Thúc sang làm quan ở nhà Chu.
Hoàn Thúc Tiệp sinh ra Cơ Đàm, được gọi là Huệ bá Đàm. Tôn Chu là con trai thứ của Huệ bá Đàm, chào đời vào năm 586 TCN. Trên ông còn có một người anh nhưng bị bệnh ngốc nghếch đến nỗi không phân biệt được hạt thóc và hạt gạo, nên ông trở thành con kế tự của Huệ bá Đàm. Thuở nhỏ Chu Tử đi theo quan Khanh sĩ nhà Chu là Đan Tương công, được tiếp thu lễ giáo của Chu Lễ. Khi Đan Tương công sắp mất, có bày tỏ ý kiến với người kế vị Đan Khoảnh công rằng tôn Chu sẽ lên ngôi vua Tấn quốc sau này.
Lúc vua Linh công bị giết năm 607 TCN, đáng lý Hoàn Thúc được lên ngôi, song Triệu Thuẫn đang làm Trung quân nguyên soái khi đó, lại ủng hộ công tử Hắc Điến, tức là Tấn Thành công. Thành công truyền ngôi cho Cảnh công, Cảnh công truyền ngôi cho Lệ công, thế là đã ba đời.

## Việc tôn lập
Sau trận thắng tại Yển Lăng trước quân đội Sở, Tấn Lệ công muốn cho ngoại thích vào triều làm đại phu và bỏ bớt các đại phu đương nhiệm. Khi đó trong nước Tấn có lời đồn quan đại phu họ Khước có ý mượn quân Sở làm loạn nước Tấn để ủng hộ Tôn Chu lên ngôi. Do lời gièm pha của quan Trung quân Nguyên soái là Loan Thư, Lệ công bèn sai Khước Chí đi sứ thiên tử nhà Chu để thăm công tử Chu. Trong khi đó chính Loan Thư lại nói với công tử Chu nên gặp gỡ Khước Chí. Tấn Lệ công được tin, cho rằng Khước Chí có ý phản thật, bèn nuôi ý định giết Khước Chí.
Cuối năm 573 TCN, Tấn Lệ công sai anh vợ là Tư Đồng giết ba đại phu họ Khước và cho Tư Đồng lên làm đại phu. Loan Thư và Tuân Yển sợ cũng bị giết nên tìm cách giết hại Lệ công. Tháng 1 572 TCN, hai người nhân lúc nhà vua ra ngoài mà cho quân đến phục bắt, rồi ép nhà vua uống thuốc độc chết. Theo khảo chứng của các nhà viết sử hiện đại, Kinh Xuân Thu biên niên theo lịch của Lỗ quốc, mà chánh nguyệt theo lịch của Lỗ là tháng 12 năm trước theo lịch Tấn quốc.
Cái chết của Tấn Lệ công dẫn đến một sự khủng hoảng thừa kế trong công thất nước Tấn. Loan Thư và Tuân Yển lấy việc nhà vua chết ở Tượng Lệ thị, bèn dâng thụy xấu là Lệ công. Loan Thư nói với các quan rằng người trong nước vẫn mến đức của vua Tương công thuở trước, nên quyết ý lập Tôn Chu. Sau đó họ sai Tuân Oanh và Sĩ Phường đến Lạc Dương nghênh đón Tôn Chu về nước. Năm đó Chu được 14 tuổi. Về đến đất Thanh Nguyên, Loan Thư, Tuân Yển cùng Phạm Mang, Hàn Quyết các khanh đại phu đều họp ở đấy để nghênh tiếp. Công tôn Chu bảo các quan rằng:
Tôi đâu có mong được đến vị này. Hoặc là tự mệnh trời. Còn người thì muốn có một vua để ra lệnh. Nếu đã lập lên mà lại không theo lệnh thì lập làm gì. Các đại phu nếu muốn dùng tôi thì bây giờ nói ngay đi. Nếu không muốn thì bây giờ cũng nói ngay đi. Nếu biết cung kính theo mệnh vua, thì thần linh ban phúc.
Bọn Loan Thư kinh sợ, vâng vâng dạ dạ. Ngày Canh Ngọ tháng 2 ÂL, Chu Tử và các quan kí minh ước, sau đó ông vào thành tạm trú ở nhà Bá Tử Đồng. Ngày Tân Tị ra coi chầu ở Vũ cung, hạ lệnh đuổi 7 vị quan không phục theo vua mới. Ngày Ất Dậu, Tôn Chu tức vị chư hầu, tức là Tấn Điệu công.
Mấy ngày sau khi lên ngôi, Điệu công xét đến tội giết Lệ công, truyền cho chém Di Dương Ngũ và Thanh Phí Khôi là những người tham gia vào binh biến, còn những bè cánh đều đuổi sang nước khác; Trình Hoạt (kẻ đưa thuốc độc cho Lệ công) bị phanh thây giữa chợ. Tuy nhiên đối với hai kẻ thủ ác là Loan Thư và Tuân Yển lại không hề đá động tới, tuy nhiên không lâu sau Loan Thư bị bệnh mà chết.
Từ sau khi Tấn Tương công qua đời đã gần 40 năm, nội bộ Tấn quốc liên tục bất hòa, tranh chấp lẫn nhau giữa các họ đại phu; dẫn đến sự kiện hai vua Linh, Lệ bị giết; các gia tộc Hồ, Bá, Tiên, Khước... lần lượt diệt môn, Triệu thị trung suy... Thời Lệ công, nước Tấn tuy khôi phục lại ngôi Bá chủ sau trận Yển Lăng, nhưng do dụng binh liên miên khiến ngân khố cạn kiệt. Điệu công sau khi tức vị, ra sức lập lại kỉ cương, tăng cường quyền lực cho công thất; đuổi những đại phu không có phẩm chất, thu dụng lại những con cháu của các quan từng có công giúp Tấn Văn công phục ngôi năm xưa. Nhiều người tài được Tấn Điệu công trọng dụng như Tuân Oanh, Ngụy Giáng, Tuân Yển, Ngụy Hiệt, Sĩ Phường, Phạm Mang, Triệu Vũ, Hàn Vô Kị, Tuân Gia... Ông còn hạ lệnh xuất lương thực cứu trợ cho nông dân gặp nạn đói, thi hành chính sách tiết kiệm, miễn giảm sưu thuế cho dân. Tiếp đó là thu nhận ý kiến của Ngụy Giáng, lệnh cho người trong nước từ quý tộc trở xuống phải khai báo của cải lên trên để dễ quản lý, đồng thời ra lệnh cấm khai thác những sản vật quý hiếm mà không được cho phép. Nhờ những chính sách đó, nước Tấn khôi phục lại nền kinh tế và chất lượng lao động.

## Chiến dịch Bành Thành
Cuối năm 573 TCN, Sở quốc nhân Tấn quốc có loạn, đã đem quân diệt nước Thư Dung làm bàn đạp đánh Trung Nguyên. Bấy giờ chư hầu đắc lực nhất của Sở là Trịnh. Hai nước này liên hiệp với nhau, mục tiêu là Tống quốc. Liên quân đánh vào các nơi là U Khâu, Bành Thành thuộc Tống quốc, đưa 5 đại phu bỏ trốn của Tống là Ngư Thạch, Hướng Vi Nhân, Hướng Đái... vào giữ thành, lấy đây để khống chế nước Tống và chia cắt đường liên lạc giữa ba nước Tấn, Tống và Ngô.
Cuối năm đó, Tấn Điệu công mang quân đi đánh nước Trịnh, đánh bại quân Trịnh. Nhân đó ông sang đánh bại nước Trần, rồi tổ chức hội họp chư hầu. Lúc này Nước Tống đã nhiều lần phản công định chiếm Bành Thành nhưng không được, bèn sai Hoa Nguyên cầu cứu nước Tấn. Theo lời của Hàn Quyết, Điệu công một mặt triệu tập chư hầu, mặt khác đích thân thống suất đại quân đóng ở Thai Cốc Ngày Kỷ Hợi tháng 1 năm 572 TCN, liên quân bảy nước Tấn, Lỗ, Vệ, Tào, Cử, Châu, Đằng tấn công vào Bành Thành cứu Tống. Tề Linh công không chịu đến dự hội. Tấn hầu tức giận, toan thảo phạt nước Tề, Tề hầu hoảng hốt vội cho thế tử Quang sang Tấn làm con tin.
Tháng 5 năm đó, Hàn Quyết và Tuân Yển soái lĩnh quân đội tiên phong đánh Trịnh, phá tan quân Trịnh trên sông Vị, nhân đó tràn vào ấp Tiêu Di của Sở và nước Trần. Tấn Điệu công cùng với Vệ Hiến công đóng quân ở Thích Ấp để làm viện trợ cho cánh quân tiên phong. Bấy giờ dân ở Bành Thành không chống nổi quân Tấn, hùa nhau mở cửa thành đón Tấn Điệu công vào. Điệu công vào Bành Thành, truyền giết bọn 5 đại phu của Tống đã theo Sở rồi trả Bành Thành cho Tống quốc.

## Kết minh với Lỗ và Ngô
Tháng 4 năm 570 TCN, Tấn hầu triệu Lỗ hầu đến hội thề ở Trường Xư. Tướng lễ của Lỗ là Trọng tôn Miệt sắp xếp cho Lỗ Tương công năm đó mới 5 tuổi làm lễ khấu đầu với Tấn hầu. Khi đó đại phu Kỳ Hề xin cáo lão về hưu, và tiến cử Giải Hổ, người từng có thù với mình lên thế chức, Điệu công ưng thuận. Đến đây Giải Hổ trước, Điệu công lại hỏi Kỳ Hề về người sẽ lên thay, Hề tiến cử con của mình là Kỳ Ngọ. Dương Thiệt Chức chết, Kỳ Hề tiến cử con Chức là Dương Thiệt Xích. Điệu công bèn dùng Ngọ làm Trung quân úy, Xích làm phó.
Lúc bấy giờ Tấn đã kết minh với Ngô để cùng nhau chống Sở. Nước Ngô ngày một hùng mạnh, uy hiếp mạnh mẽ phía đông nam nước Sở. Tấn Điệu công bèn sai Vu Hồ Dung đi sứ Ngô quốc, thuyết phục vua Ngô Thọ Mộng đánh Sở. Vua Ngô nghe theo. Vào năm 570 TCN, quân Ngô đánh bại quân Sở. Tháng 6 năm đó, nhân nước Trịnh đã thần phục, Tấn Điệu công hội chư hầu ở đất Kê Trạch thuốc nước Tấn. Ở Lạc Dương, Chu Linh vương mới lên ngôi cũng sai Thiện tử tới dự thề với chư hầu. Tấn hầu sai Sĩ Cái và Tuân Ngô đến triệu Tề hầu và Ngô tử đến hội, nhưng hai vua này không tới..
Trong hội thề Kê Trạch, em cùng mẹ với Tấn hầu là Dương Can nói năng ngông cuồng, không coi trọng kỉ luật trong quân, xúc phạm tới Ngụy Giáng. Ngụy Giáng bèn sai xử tử người giong xe của Dương Can. Dương Can đem việc báo với Tấn hầu. Tấn hầu tức giận, bàn với Dương Thiệt Xích về việc trị tội Ngụy Giáng. Vừa lúc đó Giáng cũng sai người đến tâu bày mọi việc, và cầm sẵn gươm xin chịu tội. Tấn hầu hiểu ra rằng Ngụy Giáng chỉ tuân theo kỉ luật chung, vội đến nỗi không kịp đi giày, ra xin lỗi Ngụy Giáng và phong làm Tân quân phó tướng. Vì nước Hứa và nước Trần theo Sở mà không dự hội Kê Trạch, Tấn hầu sai Tuân Oanh xuất sư phạt Hứa và Trần. Trần Thành công vội sai Viên Kiều sang tạ lỗi với Tấn, và xin thần phục, còn nước Hứa ở gần Sở nên quân Tấn chưa đánh tới được.
Mùa đông năm 569 TCN, Tấn Điệu công mời tiệc đón Lỗ Tương công. Trong buổi tiệc, Trọng tôn Miệt Lỗ quốc xin lấy nước Tắng thuộc về quyền bá chủ của nước Lỗ, vua Tấn thuận theo.

## Giằng co với Sở quanh Trịnh và Trần
Tháng 6 năm 571 TCN, nhân Trịnh bá vừa mất, Tấn bèn liên minh với Tống, Vệ và Châu cùng đánh Trịnh. Quan đại phu nước Lỗ là Trọng tôn Miệt đề nghị xây thành Hổ Lao để khống chế Trịnh quốc. Tướng Tấn là Trí Oanh đề nghị bắt nước Tề tham gia vào việc đắp thành, mà nếu Tề hầu không nhận thì sẽ có lý do để thảo phạt Tề. Tề hầu phải sai Thôi Trữ đến đất Thích dự lễ đắp thành với các chư hầu vào mùa đông năm đó.
Năm 568 TCN, Sở Cung vương sai quân đánh nước Trần vì cớ Trần ngả theo Tấn, giữa đường đi ngang qua nước Đốn, buộc nước này thần phục. Trần Ai công thấy vậy bèn mang quân vây nước Đốn. Lệnh doãn của Sở là Tử Nang bèn tấn công nước Trần để cứu Đốn. Vua Trần đành cầu cứu nước Tấn. Tháng 9 năm 568 TCN, Tấn hầu cùng với Tống công, Lỗ công, Trần hầu, Vệ hầu, Trịnh bá, Tào bá, Cử tử, Châu tử, Đằng tử, Tiết bá, Thế tử Quang Tề quốc, cùng với người nước Ngô và nước Tắng ở đất Thích, sau đó tiến quân vào nước Trần. Quân Sở rút về, Tấn Điệu công lại hội chư hầu ở Thiện Đạo.
Tháng 12 năm 566 TCN, Tử nang nước Sở đem quân đánh Trần. Tấn Điệu công lại hội 7 nước chư hầu ở đất Vĩ để cứu Trần. Trần Ai công cũng theo lệnh triệu tập, giao cho em là công tử Hoàng lo phòng giữ quân Sở, còn mình đến hội với Tấn Điệu công. Nhưng quân Tấn di chuyển chậm vì e ngại quân Sở đông đảo, bản thân Tấn hầu cũng không dám nắm chắc phần thắng. Kinh thành nước Trần bị vây rất gấp, Trần hầu bèn bỏ hội nghị với nước Tấn, trở về giữ nước và xin giảng hòa với Sở. Cùng khi đó Tử Tứ (người nắm quyền ở Trịnh) sai sát thủ đến hội giết Trịnh Hi công và xin thần phục Sở quốc.
Tấn Điệu công theo lời của tể tướng Hàn Quyết, cho Tuân Oanh làm Trung quân nguyên soái thay chính Hàn Quyết mà đem quân đánh Trịnh. Tuân Oanh hiến kế dĩ giật đãi lao, đem quân chia ra làm ba đạo, mỗi đạo quân có mấy nước chư hầu phụ thuộc, thay phiên mà ra trận; Sở tiến thì Tấn lui, Sở lui thì Tấn tiến. Cứ như thế, Tấn đến thì Trịnh theo Tấn, Tấn rút thì Trịnh theo Sở, suốt 2-3 năm.
Tháng 5 năm 565 TCN, Tấn Điệu công hội chư hầu ở Hình Khâu, cùng các nước Trịnh, Tề, Tống, Vệ, Tiểu Châu, Đằng... Mùa đông năm đó, Sở Cung vương sai Tử Nang sang đánh Trịnh, Trịnh lại bỏ Tấn mà theo Sở.
Mùa đông năm 564 TCN, Tấn Điệu công phái đạo quân thứ hai cùng chư hầu đánh Trịnh, Trịnh lại theo Tấn và kí kết đồng minh ở đất Hỷ. Sở Cung vương thấy vậy cũng đánh Trịnh, Trịnh lại theo Sở. Tấn Điệu công triệu tập 12 chư hầu Tề, Tống, Lỗ, Vệ, Tào, Cử, Chu, Đằng, Tiết, Kỉ và Tiểu Chu đánh Trịnh, vây đánh nước Trịnh ở ngoài ải Hổ Lao. Công tử Trinh nước Sở mang quân cứu Trịnh nhưng khi gặp lúc mẹ của Sở vương là bà Trang hậu mất nên quân Sở vội vàng rút về.
Tấn Điệu công trở về Giáng Đô bàn kế làm cho dân yên. Ngụy Giáng xin trích tiền trong kho tàng ra ban thưởng cho sĩ dân và thi hành tiết kiệm: việc tế tự giảm xuống dùng lụa, không chế thêm đồ dùng, sửa xe cũ không dùng xe mới, vì thế quốc lực được củng cố, đủ sức trong một năm dùng quân đánh Sở suốt ba lần và vẫn không nao núng.
Mùa thu năm 563 TCN, vì Trịnh liên minh với Sở để đánh Tống, Tấn hầu triệu tập quân 10 chư hầu phạt Trịnh, tăng quân đóng đồn ở Ngưu Thù cùng Hổ Lao. Tuân Oanh nhận thấy rằng quân Tấn và Sở cứ dùng dằng với nhau ở Trịnh lâu ngày cũng không phải kế hay, nên cùng chư hầu rút quân về, quân Sở cũng lui theo nhưng Trịnh lại hội thề với Sở. Cùng năm đó Tuân Hội chết, Điệu công cất nhắc Ngụy Giáng làm Tân quân phó tướng, Trương Lão thay Ngụy Giáng làm Tư mã.
Tháng 4 năm 562 TCN, Tấn Điệu công phái đạo quân thứ ba đánh Trịnh. Tháng 7 năm đó, Trịnh Giản công (8 tuổi) phải ra hội thề với chư hầu ở phía bắc thành Bạc. Sau khi quân Tấn rút đi, Lệnh doãn nước Sở bèn sai sứ mượn quân nước Tần để giúp Trịnh và đánh Tống. Tần bá là anh vợ của Sở vương mang quân giúp Sở. Tấn hầu nghe tin, một lần nữa đến cùng với các chư hầu ở Tiêu Ngư, rồi diễu binh qua cổng thành của Trịnh. Tháng 10, Trịnh bá sai Tử Triển ra ngoại thành xin cầu hòa với Tấn hầu. Tháng 12, Điệu công chấp nhận hòa nghị, tha hết tù binh nước Trịnh và cấm không cho quân đội cướp bóc của dân. Người nước Trịnh hối lộ cho Điệu công 3 người chưởng ban ca nhạc, 15 chiến xa, bọc giáp, binh cụ, hai giá chuông, hai giá khánh và 8 người nữ nhạc. Tấn Điệu công sai ban thưởng một nửa cho Ngụy Giáng. Nước Trịnh từ đó thần phục nước Tấn suốt 24 năm tiếp theo.

## Hòa Bắc Nhung, diệt Bức Dương
Các nước Bắc Nhung là mối họa đối với Trung Nguyên. Thời Tề Hoàn công làm bá chủ chư hầu, trước hết đã đánh Nhung Địch rồi mới chinh phạt Sở quốc. Bấy giờ Bắc Nhung lại phát triển mạnh. Năm 569 TCN, Nhung vương sai sứ đến Tấn quốc để nghị hòa. Điệu công theo lời của Ngụy Giáng, chủ trương hòa giải với Bắc Nhung để tập trung cho mặt trận phía nam chứ không theo chính sách nhương di giống Tề Hoàn công lúc trước. Sau đó Điệu công phong cho Ngụy Giáng đất đai ở An Ấp
Mùa hạ năm 563 TCN, Tấn Điệu công được biết nước Trịnh và Sở thường mượn đường Bức Dương để xâm Tống. Tuân Yển xin được cầm quân đi đánh Bức Dương, nhưng quan chánh khanh là Tuân Oanh phản đối. Điệu công theo lời khuyến khích của Phạm Mang, cho ông này cùng với Tuân Yển dẫn đầu quân chư hầu đánh Bức Dương. Cuối cùng hai tướng tiêu diệt được nước Bức Dương sau hơn một tháng. Tấn Điệu công định tặng đất Bức Dương cho Hướng Thú nước Tống, xin Thú từ chối và xin giao về cho Tống công. Tống Bình công bèn mở tiệc thết đãi Tấn Điệu công ở Sở Khưu, xin dùng nhạc Tang Lâm là lễ nghi mà chỉ nước Tống và nước Lỗ được đặt cách dùng khi yết kiến thiên tử. Điệu công sợ bị mang tiếng tiếm quyền Chu vương, nên lui vào trong, rồi sau đó về nước. Khi về đến đất Chước Ung thì bị bệnh, cho bói quẻ thì được chữ Tang Lâm. Tuân Oanh cho rằng Tấn đã từng chối lễ nhạc rồi mà Tấn vẫn dùng thì lỗi là thuộc về Tống, sau đó bệnh của Tấn hầu dần đỡ. Sau đó vua Tấn tưởng thưởng cho ba tướng nước Lỗ là Thúc Lương Ngột (cha đức Khổng Tử), Tần Cận Phụ và Địch Tây Di là những người có công lớn trong trận chiến; lại đày vua Bức Dương làm dân thường mà chọn người trong họ vua Bức Dương ở Hoắc Thành mà giữ việc cúng tế.

## Chiến tranh với Tần quốc
Năm 563 TCN, Điệu công sai Tuân Oanh xuất quân đánh nước Tần nhưng không thu được kết quả. Tháng 10 năm 562 TCN, Thứ trưởng Tần quốc là Bào và Vũ mang quân đánh Tấn. Quân Tấn chủ quan, khinh địch, bị thảm bại trước quân Tần tại đất Lịch.
Tháng 4 năm 559 TCN, Tấn Điệu công hội quân các chư hầu đi đánh Tần. Điệu công cầm quân đóng tại biên giới, các cánh quân của 6 vị Khanh vượt sông Kinh, đánh cho quân Tần thua to. Quân Tấn tiến đến đất Vực Lâm mới rút lui. Trong trận đó, Loan Kiềm (con Loan Thư) cùng Phạm Ưởng (con Phạm Mang) giao chiến với quân Tần mà Kiềm bị giết, Ưởng trốn thoát về. Trưởng tộc họ Loan là Loan Yểm (anh Loan Kiềm, cũng là con rể Phạm Mang) đòi giết Phạm Ưởng. Phạm Ưởng trốn sang Tần quốc, nhờ vua Tần vận động mà được quay về. Lại vì lễ pháp của nhà Chu chỉ cho phép chư hầu có 3 đạo quân thường trực, nên Điệu công nhân cái chết của Tuân Oanh mà bỏ đạo Tân quân, chỉ còn Thượng, Trung, Hạ quân.

## Những năm cuối
Năm 560 TCN, Tuân Oanh, Ngụy Tướng, Sĩ Phường đều bệnh chết. Tấn Điệu công lấy cớ đi săn, tập hợp quân đội ở Miên Thượng, dùng Phạm Mang làm Trung quân nguyên soái, Phạm Mang từ chối và tiến cử Tuân Yển thay mình vì Yển lớn tuổi hơn, nhà vua nghe theo. Lại lấy Phạm Mang làm Trung quân phó tướng, Triệu Vũ làm Thượng quân nguyên soái, Hàn Khởi làm Thượng quân phó tướng, Loan Áp, Ngụy Giáng làm Hạ quân chánh, phó tướng.
Năm 559 TCN, nước Ngô nhân nước Sở có tang mà đem quân đánh chiếm. Tấn Điệu công hội chư hầu ở đất Hướng. Trong buổi hội, người Tấn trách cứ người Ngô vì việc nhân tang sự mà động binh, đuổi sứ Ngô về, rồi bắt giam công tử Vụ Lâu nước Cử vì Cử bỏ theo Sở. Bấy giờ trong danh sách những người đến hội có cả vị khanh nước Lỗ, vua Tấn cho liệt ngang với hàng chư hầu. Kinh Xuân Thu cho rằng từ đây Tấn Điệu công bắt đầu trễ biếng, nghiệp Bá suy mòn từ đây.
Cùng tháng 4 năm 559 TCN, ở Vệ quốc, Vệ hầu là Hiến công bị Tôn Lâm Phủ truất phế, đến ngụ ở ấp Lai thuộc Tề quốc. Tấn Điệu công muốn đem quân giúp vua Vệ, nhưng Tuân Yển cho rằng vua Vệ vốn vô đạo, nên để mặc thì hơn, Điệu công theo lời.
Ở Tề quốc, năm 558 TCN, Tề Linh công biết Tấn quốc đã có ý trễ biếng, bèn tìm cơ sinh sự tranh ngôi bá chủ, bèn sai người kích động nước Châu cướp phá thành ấp nước Lỗ ở Nam Bỉ. Vua Lỗ phải cầu cứu nước Tấn. Tấn hầu hội chuẩn bị phạt Châu và Cử, nhưng giữa lúc đó lại lâm bệnh nên đành thôi. Đến ngày Quý Hợi tháng 11 năm đó, Tấn Điệu công qua đời khi mới 29 tuổi, làm vua được 15 năm. Thế tử Bưu lên nối ngôi, tức là Tấn Bình công.

## Đánh giá
Xuân Thu Tả thị truyện bàn về chính sách dùng người và trị nước của Tấn Điệu công
Kỳ Hề coi Trung quân, Dương Thiệt Chức làm phó. Ngụy Giáng làm Tư Mã. Trương Lão làm hậu yêm (coi xét, thăm thứ, làm tiền bộ trong quân), Đạt Át Khấu coi Thượng quân, Tuân Yển làm Tư mã dạy cho tướng sĩ, binh lính. Khi hành quân biết hợp tác. Trình Thịnh giữ chức Thặng Tư mã coi hết các phu dịch và săn sóc về ngựa và chiến xa, dạy cho biết lễ nghi phải trái. Các quan trong sáu bộ đều được dân khen, ai cũng làm hết phận sự. Ai biết việc người nấy, không chen vào việc người khác. Tước không vượt quá tài năng. Tướng một đạo quân không dám vượt quyền Nguyên súy. Tướng một lữ không dám vượt quyền Tướng quân. Trong dân gian không thấy có một lời chê. Thế nên có cơ hội phục được nghiệp Bá.
Đại phu đương thời của nước Trịnh là Tử Triển nói về Tấn Điệu công
Vua Tấn ngày nay thông minh, bốn quân không khuyết, tám vị khanh hòa hợp.
Lệnh doãn nước Sở là Tử Nang đánh giá về vua Tấn
Lúc này ta không nên tranh với Tấn. Vua Tấn biết chọn người để giao công việc. Mỗi công vụ có một điều lệ. Các quan biết nhường chỗ cho người có tài có đức hơn. Các đại phu chuyên cần về công việc đã được giao phó. Tướng tá dưới cố theo lệnh trên. Dân nông chăm nghề nông. Công thương cứ giữ nghiệp cũ... Vua Tấn thông minh, các quan trung trực. Người trên biết nhường. Người dưới chăm việc. Lúc này không kình địch với Tấn được.
Theo Xuân Thu sử đánh giá, việc Tấn Điệu công chỉnh đốn nội chánh và những thành công trong công cuộc tranh bá với Sở, thừa nhận ông là một vị quốc quân có năng lực.
Tấn Điệu công trong những năm tại vị, cứu Tống, phạt Tề, thảo Trịnh, kết Lỗ, tu Ngô, hòa Nhung trước sau 11 lần hội sư chư hầu. Theo Xuân Thu tả truyện nhân vật phổ tổng kết, ông có ba điểm đáng khen: biết dùng người tài, người chính trực và tiếp thu ý kiến; về đối ngoại biết lấy lễ phục chư hầu; và nhất là thi hành chính trị khoan hòa, lấy đức phục dân. Tuy nhiên cũng chỉ trích ông về những khiếm khuyết như không dẹp yên nước Trần, phạt Tần vô công, và không giúp Vệ bình được nội loạn. Những năm cuối đời Điệu công, đại quyền rơi vào tay họ Trí, họ Phạm và họ Trung Hàng. Đến đời Tấn Bình công xảy ra loạn họ Loan, họ Phạm. Trong cuộc biến loạn đó, họ Phạm tự ý vượt quyền quốc quân mà dụng binh của chư hầu, làm tổn hại đến địa vị của Tấn quốc. Hơn thế nữa, cục diện sáu vị khanh chuyên quyền cũng được nhìn nhận là bắt đầu manh nha từ thời Điệu công.